# Вюрц, Расмус
Расмус Остергаард Вюрц (дат. Rasmus Østergaard Würtz; род. 18 сентября 1983[…], Скиве, Виборг) — датский футболист, полузащитник клуба «Ольборг» и сборной Дании. Сейчас начал карьеру тренера в «Ольборге».

## Клубная карьера
Вюрц — воспитанник в клуба «Скиве» из своего родного города. В 2000 году он дебютировал за основную команду в первом датском дивизионе. Летом 2002 года Расмус перешёл в «Ольборг». В том же году он дебютировал в датской Суперлиге. В 2007 году после продолжительного выступления за клуб, Вюртс перешёл в столичный «Копенгаген», подписав контракт на пять лет. Сумма трансфера составила 500 тыс. евро. Почти сразу же он получил травму и долгое время не мог набрать форму. В начале 2009 года для получения игровой практики Расмус на правах аренды перешёл в «Вайле». 1 марта в матче против «Норшелланна» он дебютировал за новую команду. 10 апреля в поединке против «Мидтьюллана» Вюрц забил свой первый гол за «Вайле».
Летом 2009 года Расмус вернулся в «Ольборг», подписав контракт на четыре года. В конце 2012 года он продлил соглашение ещё на три года. В 2014 году Вюрц помог команде выиграть чемпионат и завоевать Кубок Дании.

## Международная карьера
В 200 году в составе юношеской сборной Дании Вюрц принял участие в юношеском чемпионате Европы в Израиле. В 2001 году Расмус играл за юношей на юношеском чемпионате Европы в Финляндии. 2 июня 2005 года в товарищеском матче против сборной Финляндии Вюрц дебютировал за сборную Дании, заменив во втором тайме Йона-Даль Томассона.

## Статистика

### Матчи Вюрца за сборную Дании
| Матчи Вюрца за сборную Дании | Матчи Вюрца за сборную Дании | Матчи Вюрца за сборную Дании | Матчи Вюрца за сборную Дании | Матчи Вюрца за сборную Дании | Матчи Вюрца за сборную Дании  |
| ---------------------------- | ---------------------------- | ---------------------------- | ---------------------------- | ---------------------------- | ----------------------------- |
| №                            | Дата                         | Соперник                     | Счёт                         | Голы Вюрца                   | Соревнование                  |
| 1                            | 2 июня 2005                  | Финляндия                    | 1:0                          | —                            | Товарищеский матч             |
| 2                            | 16 августа 2006              | Польша                       | 2:0                          | —                            | Товарищеский матч             |
| 3                            | 1 сентября 2006              | Португалия                   | 4:2                          | —                            | Товарищеский матч             |
| 4                            | 15 ноября 2006               | Чехия                        | 1:1                          | —                            | Товарищеский матч             |
| 5                            | 6 февраля 2007               | Австралия                    | 3:1                          | —                            | Товарищеский матч             |
| 6                            | 28 марта 2007                | Германия                     | 1:0                          | —                            | Товарищеский матч             |
| 7                            | 6 июня 2007                  | Латвия                       | 2:0                          | —                            | Чемпионат Европы 2008 (отбор) |
| 8                            | 22 августа 2007              | Ирландия                     | 0:4                          | —                            | Товарищеский матч             |
| 9                            | 17 ноября 2007               | Северная Ирландия            | 1:2                          | —                            | Чемпионат Европы 2008 (отбор) |
| 10                           | 22 мая 2014                  | Венгрия                      | 2:2                          | —                            | Товарищеский матч             |
| 11                           | 14 ноября 2014               | Сербия                       | 3:1                          | —                            | Чемпионат Европы 2016 (отбор) |
| 12                           | 18 ноября 2014               | Румыния                      | 0:2                          | —                            | Товарищеский матч             |

Итого: 12 матчей / 0 голов; 7 побед, 2 ничьи, 3 поражения.

## Достижения
«Ольборг»
- Чемпионат Дании по футболу — 2013/2014
- Обладатель Кубка Дании — 2014